# Рахманов, Владимир Иванович
Влади́мир Ива́нович Рахма́нов (род. 10 августа 1950 года) — российский лётчик-испытатель, Герой Российской Федерации (1997).

## Биография
Родился 10 августа 1950 года в городе Калинине.
В Советской армии с 1967 года. В 1971 году окончил Качинское высшее военное авиационное училище лётчиков. До 1978 года служил лётчиком-инструктором.
В 1980 году Владимир Рахманов окончил Школу лётчиков-испытателей Министерства авиационной промышленности СССР в городе Жуковском Московской области, в этом же году начал работать лётчиком-испытателем на авиастроительном заводе «Сокол».
В период лётно-испытательной работы Рахманов провёл разработку комплексных полётных заданий на самолётах МиГ-31 с целью сокращения количества испытательных полётов.
Указом Президента Российской Федерации от 7 августа 1997 года № 843 за мужество и героизм, проявленные при испытании специальной авиационной техники, Рахманову было присвоено звание Героя Российской Федерации.
С 1998 года по февраль 2002 года Рахманов являлся экспертом представительства Федерального государственного унитарного предприятия «Рособоронэкспорт». В 2003 году ушёл на пенсию. Живёт в Нижнем Новгороде.

## Награды
- Медаль «Золотая Звезда»
- Орден «За личное мужество»
- Премия имени А. И. Ярошенко.
- другие награды